# Italiaans Regentschap Carnaro
Het Italiaanse Regentschap Carnaro (Italiaans: Reggenza Italiana del Carnaro) is een nooit erkende staat die op 8 september 1920 door de Italiaanse schrijver Gabriele D'Annunzio werd uitgeroepen in Fiume, de huidige stad Rijeka in Kroatië. De naam was afkomstig van de Kvarnerbaai (Golfo Carnaro in het Italiaans, Kvarnerski Zaljev in het Kroatisch), waaraan de stad ligt. De zelfuitgeroepen staat werd in december van hetzelfde jaar vervangen door de Vrijstaat Fiume, die wel enige erkenning kreeg.

## Geschiedenis
Fiume werd na het uiteenvallen van Oostenrijk-Hongarije in 1918 opgeëist door zowel Italië als het Koninkrijk der Serven, Kroaten en Slovenen. De stad bezat een gemengd Italiaans-Kroatische bevolking, en de Hongaarse regering had in de nadagen van de Dubbelmonarchie de immigratie van Italianen aangemoedigd om de Kroaten te verzwakken. Italië had oorspronkelijk genoegen genomen met de toezeggingen van de geallieerden uit het Verdrag van Londen in 1915, waar Fiume niet onder viel. Na de oorlog moesten de Italiaanse politici echter honderdduizenden doden en een opgelopen nationale schuld aan hun achterban verantwoorden, wat hen ertoe bracht om Fiume eveneens op te eisen. Deze eis werd door de bevolking gesteund.
Gabriele D'Annunzio was verontwaardigd om de voorgestelde overhandiging van de stad Fiume tijdens de Vredesconferentie van Parijs in 1919, en op 12 september van dat jaar leidde hij een aanval van Italiaanse nationalistische partizanen op de stad, waardoor de geallieerde troepen die daar gelegerd waren zich gedwongen zagen terug te trekken. De Italiaanse regering had weliswaar geprobeerd dit tegen te houden, maar alle uitgezonden troepen liepen naar D'Annunzio over.
De groep verzocht de Italiaanse regering om Fiume te annexeren, maar deze weigerde. In plaats daarvan blokkeerde Italië alle wegen naar de stad, om zo de groep tot overgave te dwingen. De politiek zat in een spagaat, want enerzijds wilde ook de Italiaanse regering Fiume annexeren, maar anderzijds kon zij de bezetting door D'Annunzio niet tolereren.
Als reactie hierop verklaarde D'Annunzio dat de stad onder het Italiaanse Regentschap Carnaro viel, met een grondwet die veel overeenkomsten vertoonde met het latere Italiaanse fascistische systeem. Hij riep zich uit tot dictator en noemde zichzelf de Il Comandante. Uit alle hoeken van Italië stroomden sympathisanten toe tot D'Annunzio hen moest oproepen weg te blijven omdat de stad hen anders niet meer kon voeden. Mussolini zamelde geld in voor D'Annunzio's zaak. D'Annunzio negeerde het Verdrag van Rapallo en verklaarde Italië de oorlog. Men gaf zich pas over in december 1920 na een bombardement door de Italiaanse marine.
De Vrijstaat Fiume werd uitgeroepen, met een gematigder regering aan het hoofd. De Italiaanse politici bleven de stad echter opeisen en in 1924 moest het Koninkrijk der Serven, Kroaten en Slovenen het hoofd buigen en de annexatie door het inmiddels fascistische Italië accepteren. Dit was een neveneffect van de verzwakking van de Kroaten binnen het Koninkrijk en een versterking van de positie van Servië en de centralisten.

## Grondwet
Het Handvest van Carnaro of Carta del Carnaro was een grondwet die anarchistische, proto-fascistische en republikeinse elementen combineerde. D'Annunzio wordt vaak gezien als een voorganger van de idealen en werkwijzen van het Italiaanse fascisme. Zijn expliciete politieke idealen werden zichtbaar in Fiume toen hij een samenwerking begon met de anarchosyndicalist Alceste De Ambris. De Ambris zorgde voor het juridische en politieke kader, waar D'Annunzio, die tevens dichter was, een poëtische invulling aan gaf. De Ambris was de leider van een groep muitende Italiaanse zeelui, die hun schip aan D'Annunzio gaven. De grondwet stichtte een corporatistische staat, met negen bonden - waar men verplicht lid van was - die elk een economische sector vertegenwoordigden, plus een tiende bond, bedacht door D'Annunzio, die de superieuren vertegenwoordigde.
De wetgevende macht werd verzord door een tweekamerstelsel bestaande uit een Raad van de Besten (Consiglio degli Ottimi) en een Raad van de Bonden (Consiglio dei Provvisori). Een gezamenlijke vergadering van de Raden (Arengo del Carnaro) was verantwoordelijk voor verdragen met buitenlandse machten, amendementen aan de grondwet en de aanwijzing van een dictator in tijden van nood.